# 欧阳智薇
欧阳智薇（1987年10月2日—），湖南怀化人，中国传媒大学播音与主持艺术学院2005级本科班毕业，是中国中央电视台节目主持人。

## 生平
1987年10月2日，欧阳智薇出生在湖南省怀化市。
2005年，欧阳智薇獲得第三屆“新苗杯”中學生電視節目主持大賽湖南賽區冠軍、全國總決賽優秀獎。2006年8月27日至11月14日，資生堂瑞麗第四屆封面女孩大賽，欧阳智薇獲選“雜誌封面公主”。2009年4月，大學四年級的欧阳智薇开始在中国中央电视台财经频道《第一时间》实习；2009年4月22日，欧阳智薇首次在《第一时间》出镜。2009年6月，欧阳智薇大學畢業。2009年8月31日，欧阳智薇正式成为《第一时间》主播。2011年5月28日，欧阳智薇赴江西省宜春市實地主持中国中央电视台第十一届CCTV模特电视大赛。
2014年6月，媒體報道稱歐陽智薇因涉郭振璽案，已被檢察機關帶走“協助調查”，但其本人多年后在个人微博账号回应称传言不实。

## 节目
- 新浪新聞两会系列策劃《主播零距离》受訪人
- 中国中央电视台财经频道《第一时间》主播